# 大阪市立高津小学校
大阪市立高津小学校（おおさかしりつ こうづしょうがっこう）は、大阪府大阪市中央区にある公立小学校。

## 概要
明治時代初期に設置された小学校を起源とし、1872年9月に開校した。太平洋戦争の戦災に伴って終戦直後の7年間休校になっていたが、1952年に大阪市立高津小学校として再開校している。かつては、現在の国立文楽劇場の場所に校舎があったが、1970年に現在地に移転している。
校区に国立文楽劇場や黒門市場があることから、文楽の学習や黒門市場での体験学習などを取り入れている。

## 沿革

### 学校創立
明治時代初期に設置された小学校を起源とする。1872年の学制発布に伴い、当時の大坂三郷南大組の二ツ井戸、および高津一番町から十番町までを区域とする南大組第二大区十二番小学校として、1872年9月13日に西成郡西高津村（現在の天王寺区下寺町1丁目）・大蓮寺境内にて開校した。
その後学校制度の変遷などを経て、1887年には高津尋常小学校となった。
明治時代には、当時の教育制度による夜間部や裁縫学校・実業補習学校などを併設していたことがあったが、いずれも廃止されている。

### 学校の分離・統合
1886年には日本橋尋常小学校（のちの大阪市立日本橋小学校）を統合し、高津小学校の分教場とした。しかし日本橋小学校は1902年に再び独立校となっている。
1908年には、児童数増加のために従来の校区を分割する形で、日本橋第二尋常小学校を設置した。日本橋第二小学校は1913年7月31日に廃止となり、高津小学校に再統合している。

### 明治・大正時代の校舎
1895年5月18日には、南区高津町三番丁6・7・8番地の土地を購入し、新築校舎が落成して移転している。この場所は、現在の中央区日本橋1丁目12番付近、国立文楽劇場およびその南側の千日前通道路敷地付近にあたる。
1912年1月16日未明に発生した「南の大火」では、校舎を全焼した。このため、校舎復興までの間、日本橋小学校および日本橋第二小学校に仮校舎を設置した。1913年に焼け跡に新校舎が復興している。
1934年9月21日の室戸台風では、校舎に被害を受けている。
校地はこの間、隣接地を購入して拡張したり、南側に大阪市電が通るために校地が削られるなどの状況を繰り返した。

### 戦時中の教育
1941年には国民学校令により、大阪市高津国民学校に改称した。
太平洋戦争の戦局悪化により、大阪市を含む大都市の児童には1944年以降、学童疎開が指示された。大阪市では当時の22行政区各区ごとに疎開先が割り当てられ、南区の学校は滋賀県への疎開が指示された。これを受け1944年9月以降、高津国民学校では滋賀県犬上郡河瀬村・亀山村・日夏村（以上、現在の彦根市）および豊郷村（現在の豊郷町）に、学童約200名が集団疎開した。
1945年3月13日深夜から翌3月14日未明にかけての第一次大阪大空襲により、高津国民学校の校舎は全焼した。また校区にも大きな被害を受けた。

### 休校と再開
戦災の影響で1946年には休校となり、近隣の複数の小学校とともに大宝国民学校（1947年学制改革により大阪市立大宝小学校）に統合される形になった。
その後大阪市立精華小学校が1948年に復興開校したことに伴い、高津校の校区は精華校の校区に編入される形となっていた。
休校中の高津小学校の敷地は、戦災で焼け出された人たちが運動場にバラックを建てるなどして住み着く状況になっていた。大阪市は高津小学校の再開方針を決め、住民らに対して退去の交渉をおこなった。
1952年4月1日付で、大阪市立高津小学校として復興開校した。暫定的に3年までの低学年児童が精華小学校から移る形で再開している。再開時点でも一部世帯が引き続き学校敷地内に住み続けている状況となっていた。大阪市は1952年11月、住民らに校舎返還命令を出した。移転の支援金1万円などを条件に立ち退き交渉をおこない、期限の同年12月までに全世帯が退去した。翌1953年度より、全学年が高津小学校で学ぶことになった。

### 学校移転
当時の高津町三番丁の敷地は、南側の千日前通の拡幅工事のために、校地面積が大きく削られることになった。そのため移転計画が持ち上がった。1969年4月21日より現在地での校舎建設工事が始まり、1970年3月に南区高津町四番丁31番地の1（当時の住所表示）の現在地に校舎が完成した。現在地の校舎は、学校発祥の地の大蓮寺のすぐそばにもあたる。
1969年度6年の卒業式は1970年3月に新校舎でおこなった。春休みの移転作業を経て、1970年4月より教育活動を本格的に開始している。
移転前の旧敷地跡には国立文楽劇場が建設されている。国立文楽劇場前には、地域の高津自治連合会によって「旧高津小学校跡地」の記念碑が建てられている。

### 年表
- 1872年9月 - 南大組第二大区十二番小学校として開校。
- 1875年7月 - 大二大区十二番小学校と改称。
- 1887年4月 - 大阪市高津尋常小学校に改称。
- 1895年5月18日 - 南区高津町三番丁（現在の中央区日本橋1丁目12番付近）に移転。
- 1912年1月 - 南の大火により校舎全焼。
- 1934年9月21日 - 室戸台風で校舎の一部倒壊。
- 1941年4月1日 - 国民学校令により、大阪市高津国民学校に改称。
- 1944年8月 - 滋賀県に学童集団疎開。
- 1945年3月13日 - 大阪大空襲で校舎全焼。
- 1946年4月1日 - 戦災により休校（大宝国民学校に統合。1948年精華小学校の校区に編入）。
- 1952年4月1日 - 大阪市立高津小学校として復興・再開校。校章・校旗を制定。
- 1970年4月 - 現在地へ移転。
- 2004年 - 大阪市教育委員会から「個性が輝く学校づくり推進事業」実施校に指定される。

## 通学区域
- 大阪市中央区高津1丁目（一部）、高津2丁目（一部）、高津3丁目、道頓堀1丁目（一部）、日本橋1丁目（一部）、日本橋2丁目（一部）。

卒業生は大阪市立南中学校に進学する。

## 交通
- Osaka Metro千日前線・堺筋線 日本橋駅、近鉄難波線 近鉄日本橋駅 東へ約500m。
- Osaka Metro谷町線・千日前線 谷町九丁目駅 西へ約550m。
- 近鉄大阪線 大阪上本町駅 西へ約1km。
- 大阪シティバス 下寺町バス停 南へ約100m。